# Letniki (Ząbrowo)
Letniki – nieoficjalna nazwa części wsi Ząbrowo w Polsce położona w województwie pomorskim, w powiecie malborskim, w gminie Stare Pole.
Miejscowość leży na obszarze Żuław Elbląskich nad Nogatem.
Osada wchodzi w skład sołectwa Ząbrowo.
W latach 1975–1998 miejscowość administracyjnie należała do województwa elbląskiego.
Występuje również wariant nazewniczy miejscowości: Ząbrówko.